# Mission: Impossible II
Mission: Impossible II ist ein US-amerikanischer Actionfilm des Regisseurs John Woo aus dem Jahr 2000. Es ist die Fortsetzung des Films Mission: Impossible innerhalb der Mission: Impossible-Filmreihe. Dieser basiert wiederum auf der Fernsehserie Kobra, übernehmen Sie.
Im Jahr 2006 folgte Mission: Impossible III und 2011 Mission: Impossible – Phantom Protokoll. Mission: Impossible – Rogue Nation wurde 2015  und Mission: Impossible – Fallout 2018 veröffentlicht. Die Teile Mission: Impossible – Dead Reckoning Teil Eins und Mission: Impossible – The Final Reckoning erschienen 2023 und 2025.

## Handlung
Ethan Hunt, Agent der Geheimdienst-Behörde Impossible Mission Force (IMF), wird aus seinem Urlaub zu einem neuen Einsatz gerufen: Sean Ambrose, ein australischer IMF-Agent, wird beauftragt, als Hunt verkleidet, den Molekularbiologen Dr. Vladimir Nekhorvich auf einer Reise zu begleiten. In einem Flugzeug raubt Ambrose Nekhorvich zwei offensichtlich wichtige und nur unter den Codenamen „Chimera“ und „Bellerophon“ bekannte Objekte, ehe er ihn umbringt, das Flugzeug abstürzen lässt und untertaucht.
Bei einem Treffen in Sevilla erhält Hunt von seinem Einsatzleiter Swanbeck den Auftrag, die Objekte zurückzuholen, die Hintergründe aufzuklären und ein Team zusammenzustellen. Seine vorerst wichtigste Aufgabe besteht darin, die Diebin Nyah Nordoff-Hall zu rekrutieren, die sich in Andalusien aufhält. Beide verlieben sich wenig später ineinander. Erst später wird klar, warum Nyah so wichtig ist: Sie war einst Ambroses Freundin und soll im aktuellen Fall als Lockvogel dienen.
Gemeinsam mit dem Piloten Billy und dem (aus Teil 1 bekannten) Hacker Luther bricht Hunt nach Australien auf und beobachtet Nyah auf Schritt und Tritt. Diese erlangt erneut Ambroses Vertrauen und begleitet ihn zu einem Treffen. Hier wird das Team Zeuge, wie Ambrose mit John C. McCloy, dem Chef des ortsansässigen Pharmakonzerns „Biocyte“, offensichtlich ein zwielichtiges Geschäft einfädelt. Als Hunt weiterforscht, kommt er den Hintergründen auf die Spur:
Nekhorvich arbeitete bei Biocyte und entwickelte in McCloys Auftrag mit „Chimera“ ein tödliches Grippevirus sowie mit „Bellerophon“ das dazugehörige Gegenmittel. Mit beidem wollte McCloy seine Macht vergrößern. Ambrose hatte dieselbe Idee und lockte Nekhorvich daher in das Flugzeug. Was Ambrose aber nicht ahnen konnte: Nekhorvich schmuggelte „Chimera“ in seinem Körper, der vernichtet wurde. Sean besitzt nur das für ihn wertlose „Bellerophon“ und Hunt muss lediglich die letzten verbliebenen „Chimera“-Kulturen vernichten, um Ambroses Pläne zu durchkreuzen.
Dieser ist inzwischen dahintergekommen, dass Nyah ein doppeltes Spiel treibt, und nimmt sie als Geisel mit zur Biocyte-Zentrale in Sydney. Zeitgleich infiltriert Hunt das Gebäude und wird von Ambrose dabei überrascht, wie er die letzte „Chimera“-Probe zerstören will. Es kommt zum Schusswechsel, der in einer Pattsituation endet und bei der Nyah die Probe in Händen hält. Doch statt sie zu übergeben, injiziert sie sich das Virus und klärt damit vorerst die Fronten. Ambrose kann sie nicht töten, da Nyahs Blut das für ihn so wichtige „Chimera“ enthält. Hunt hingegen bleibt wegen der 20-stündigen Inkubationszeit des Virus nur eine knappe Frist, um „Bellerophon“ zu holen und Nyah zu retten.
Ambrose spielt nach Hunts Flucht seinen letzten Trumpf aus. Er trifft sich mit McCloy in einem auf einer Insel gelegenen Biocyte-Lager, um „Chimera“ und „Bellerophon“ mit Zwang gegen McCloys Firmenmehrheit einzutauschen, da das Unternehmen durch eine Virus-Epidemie und das dazugehörige Heilmittel bald zu sehr viel Vermögen kommen würde. Hunt und seinem Team gelingt es aber, die Insel zu erreichen und durch Explosionen und Schusswechsel so viel Verwirrung zu stiften, dass Ambroses Truppe dezimiert wird und Hunt maskiert „Bellerophon“ ergattern kann. Es schließt sich eine Verfolgungsjagd an, bei der Hunt seinen Verfolgern entkommen kann, nicht aber Ambrose: Die beiden liefern sich ein Motorrad-Duell, das an einem Strand im Zweikampf endet. Zwar entscheidet ihn Ambrose scheinbar für sich, als Hunt zunächst auf eine Finte von Ambrose hereinfällt. Dieser kann aber Ambrose mit seiner während des Duells in den Sand gefallenen und zufällig unter seinen Füßen liegenden Pistole doch noch töten. Die Gefahr ist gebannt und Ethan kann Nyah mit dem Gegenmittel retten. Swanbeck dankt Hunt und schickt ihn anschließend auf Urlaub, welchen Ethan mit Nyah verbringt.

## Hintergrund

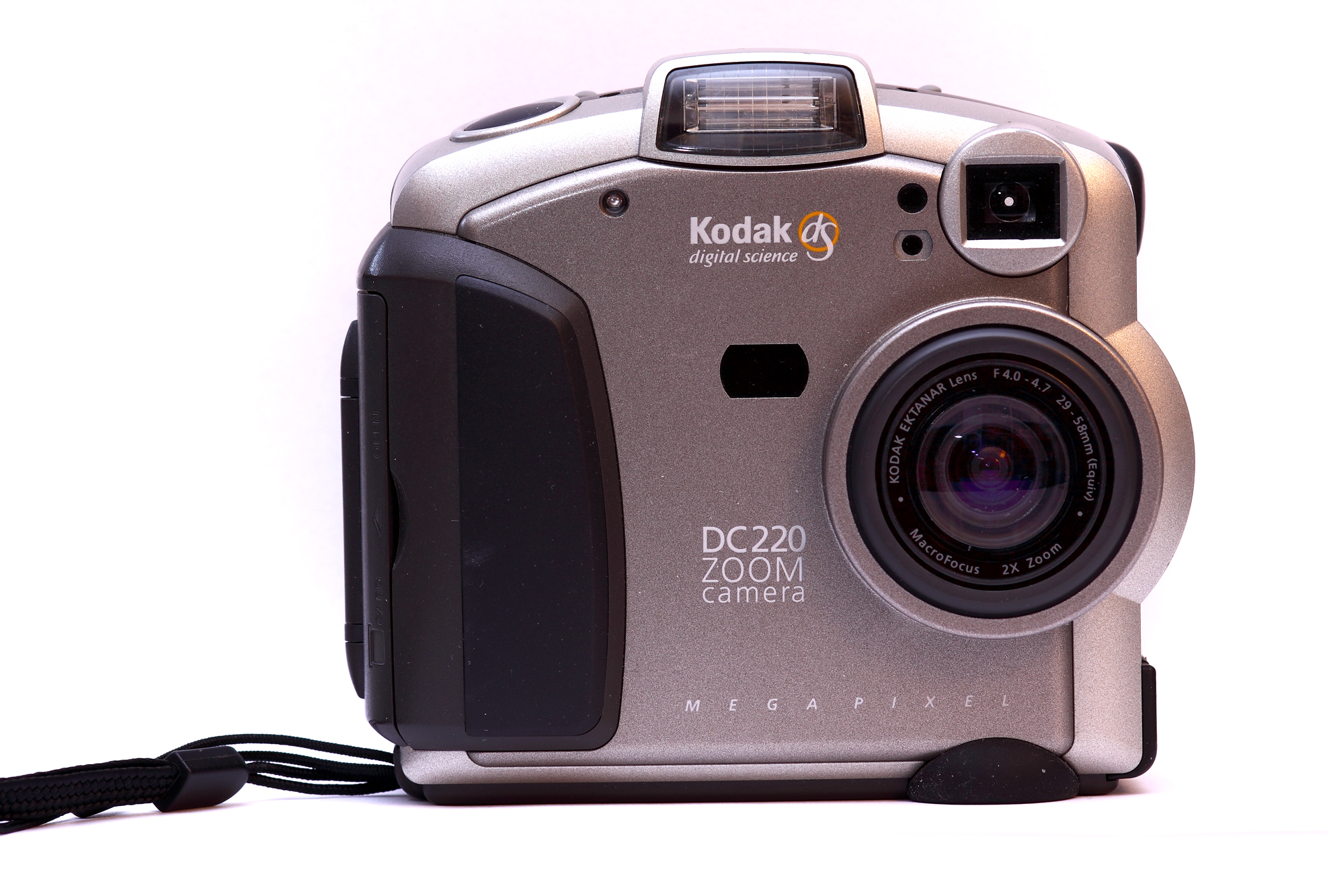
Eine Kodak der DC200er Serie wie sie im Film von Hunt und Ambrose verwendet wird.

- Vielfach kam das Gerücht auf, dass die Dreharbeiten ohne Drehbuch stattfanden. Dies kann teilweise auf Aussagen gestützt werden, die in der offiziellen Filmdokumentation fielen. Zum einen bestätigen Tom Cruise und Produzentin Paula Wagner, dass sie einen Großteil der Actionszenen bereits geplant hatten und dann später zu deren Realisierung John Woo als Regisseur verpflichteten. Andererseits wird in derselben Dokumentation gesagt, dass die Figur der Nyah erst während der Dreharbeiten entwickelt wurde. Schließlich bestätigt Drehbuchautor Robert Towne, dass die Handlung um die bestehenden Actionsequenzen herum entwickelt wurde.
- Die Ur-Version des Films war dreieinhalb Stunden lang. John Woo musste etliche Szenen kürzen, nachdem das Produktionsteam darauf hinwies, dass der Streifen die Länge von zwei Stunden nicht überschreiten sollte.
- Bei dem von Ethan Hunt gefahrenen Motorrad handelt es sich um eine Triumph Speed Triple T509. Sean Ambrose verfolgt ihn auf einer Triumph Daytona 955i.
- Bis auf wenige Ausnahmen (Klettersequenz; Autojagd auf Bergstraße) wurde der Film in Australien gedreht. Die Kletterszenen entstanden im Dead Horse Point State Park in Utah. Bei der Biocyte-Unternehmenszentrale handelt es sich tatsächlich um den Governor Phillip Tower. Das Biocyte-Insellager ist in Wirklichkeit Bare Island im Süden von Sydney. Es beherbergt eine verlassene Festung und dient vorrangig in australischen Produktionen als beliebte Filmkulisse – unter anderem in Einstein Junior.
- Anlässlich der MTV Movie Awards 2001 wurde eine kurze Filmparodie gedreht (enthalten als Extra auf der Film-DVD). Komiker Ben Stiller mimt darin das Stuntdouble Tom Crooze, das die Filmcrew mit seinem Auftreten nervt. Tom Cruise und John Woo wirken ebenfalls in dem Kurzfilm mit und nehmen sich dabei selbst auf die Schippe.
- Der Film wurde weltweit auch unter dem Kürzel M:i-2 vermarktet. Die Handlung spielt zudem eine untergeordnete Rolle. Im Vordergrund stehen die von John Woo choreographierten Actionszenen. Im Gegensatz zum Vorgängerfilm von Brian De Palma gibt es kein Geheimnis, das es zu lösen gilt.
- Der Vorschlag, die Rolle der Nyah mit Thandie Newton zu besetzen, kam von Tom Cruise damaliger Ehefrau Nicole Kidman. Kidman und Newton hatten zehn Jahre zuvor in dem Jugenddrama Flirting – Spiel mit der Liebe gemeinsam vor der Kamera gestanden. Außerdem spielten Cruise und Newton 1994 bereits gemeinsam in Interview mit einem Vampir.
- Anthony Hopkins als Einsatzleiter Swanbeck wird weder im Vor- noch im Abspann vermerkt. Für dessen Part war zunächst Ian McKellen vorgesehen, der aber wegen anderweitiger Theaterrollen gebunden war, sodass Hopkins den Zuschlag erhielt.
- Dougray Scott sollte zum damaligen Zeitpunkt die Rolle des Wolverine im nahezu zeitgleich realisierten Film X-Men übernehmen. Als die Dreharbeiten zu MI:2 den geplanten Zeitrahmen überschritten, musste Scott die Rolle abgeben, die dann Hugh Jackman erhielt.
- Die Musik der Kletterszene ist dieselbe wie die Anfangsmusik des Films Rain Man, in dem Tom Cruise ebenfalls die Hauptrolle spielt. Bei Rain Man wird das Lied Iko Iko von The Belle Stars gespielt, bei der Kletterszene ist Iko Iko von Zap Mama mit anderem Text zu hören.
- Die digitalen Fotokameras im Film stammen von Kodak. Es handelte sich um Geräte der DC200er Serie.

## Synchronisation
Die deutsche Synchronbearbeitung entstand bei Berliner Synchron in Berlin. Das Dialogbuch verfasste Lutz Riedel, der zugleich die Synchronregie führte.
| Rolle                   | Darsteller       | Deutscher Sprecher |
| ----------------------- | ---------------- | ------------------ |
| Ethan Hunt              | Tom Cruise       | Patrick Winczewski |
| Sean Ambrose            | Dougray Scott    | Benjamin Völz      |
| Nyah Nordoff-Hall       | Thandie Newton   | Nana Spier         |
| Luther Stickell         | Ving Rhames      | Tilo Schmitz       |
| Billy Baird             | John Polson      | Michael Pan        |
| John C. McCloy          | Brendan Gleeson  | Roland Hemmo       |
| Commander Swanbeck      | Anthony Hopkins  | Hartmut Reck       |
| Dr. Vladimir Nekhorvich | Rade Šerbedžija  | Christian Rode     |
| Hugh Stamp              | Richard Roxburgh | Jan Spitzer        |
| Biocyte-Chemiker        | Kee Chan         | Lutz Riedel        |

## Rezeption
Der Film erhielt gemischte Kritiken und erreichte bei Rotten Tomatoes eine Bewertung von 57 %, basierend auf 153 Kritiken. Bei Metacritic konnte ein Metascore von 59, basierend auf 40 Kritiken, erzielt werden. Er ist damit der am schlechtesten bewertete Teil der Reihe.

„Bei der Geschichte von ‚Mission: Impossible 2‘ gibt es nichts zu kapieren, weil alles so simpel ist und sich ohnehin in Feuer, Rauch und Scherben auflöst. (…) ‚Mission: Impossible 2‘ markiert den vollständigen künstlerischen Absturz des Regisseurs John Woo.“

„Ein perfekt inszenierter und choreografierter Actionfilm mit atemberaubenden Stunts, der freilich an einer mangelhaften Figurenzeichnung krankt. Während darunter vor allem die melodramatischen Aspekte der Geschichte leiden, werden die Bilder reizvoll von opernhafter Schwülstigkeit aufgefangen.“

## Auszeichnungen
- 2001: ASCAP Film and Television Music Award für Hans Zimmer
- 2001: BMI Film Music Award für Lalo Schifrin
- 2001: Broadcast Film Critics Association Award für Hans Zimmer (Beste Filmmusik)
- 2001: MTV Movie Award für die Beste Actionsequenz und für Tom Cruise (Bester Darsteller)
- 2001: Taurus Award für Brian Smrz und William H. Burton (Bester Stuntkoordinator – Actionszene)
- 2001: Taurus Award für Brian Smrz und William H. Burton (Bester Stuntkoordinator – Film)
- 2000: Bogey Award in Gold
- 2000: Goldene Leinwand
- Die Deutsche Film- und Medienbewertung FBW in Wiesbaden verlieh dem Film das Prädikat „wertvoll“.[7]